# Wataru Tanaka
Wataru Tanaka (田中 渉 Tanaka Wataru?, nacido el 23 de septiembre de 2000 en Gunma) es un futbolista japonés que juega como centrocampista en el Renofa Yamaguchi F. C. de la J2 League.
En 2019 se unió al Vegalta Sendai de la J1 League.

## Trayectoria

### Clubes
| Club                            | País  | Año   |
| ------------------------------- | ----- | ----- |
| Vegalta Sendai                  | Japón | 2019- |
| Renofa Yamaguchi F. C. (cedido) | Japón | 2021- |

## Estadística de carrera

### J. League
| Club           | Año   | J. League | J. League | Copa J. League | Copa J. League | Total | Total |
| Club           | Año   | Part.     | Goles     | Part.          | Goles          | Part. | Goles |
| -------------- | ----- | --------- | --------- | -------------- | -------------- | ----- | ----- |
| Vegalta Sendai | 2019  | 1         | 0         | 3              | 1              | 4     | 1     |
| Total          | Total | 1         | 0         | 3              | 1              | 4     | 1     |